# Johann Thornton
Johann Edler von Thornton (Geburtsname John Thornton; * 1771 in Manchester; † 28. März 1847 in Baden bei Wien) war ein englischer Mechaniker und österreichischer Manufakturbesitzer und -direktor (Industrieller), der 1812 geadelt wurde (Edler von Thornton).

## Leben
Seine Eltern Thomas und Elizabeth hatten in der Nähe von Bradford in West Yorkshire eine kleine Landwirtschaft. John war gelernter Spinner, interessierte sich aber für die Spinnmaschinen. Er arbeitete für die Chorlton Twist Company in Manchester  und wanderte 1799 nach Hamburg aus, wo er für den Kaufmann George Christoph Hansen eine kleine Baumwollspinnerei einrichtete. 1801 wurde er von Karl Kolbielski für ein Konsortium aus Banken, Hochadel und Großhändlern verpflichtet, eine große Baumwollspinnerei zu errichten. In Pottendorf leitete Thornton von 1802 bis 1843 die Baumwollspinnerei, an der er mit 25 % beteiligt war.
Sein Bruder Jonathan Thornton (1776–1847) war der Besitzer der Ebenfurther Baumwollspinnerei.

## Trivia
Im Industrieroman North and South der britischen Schriftstellern Elizabeth Gaskell (1810–1865) heißt die männliche Hauptfigur  John Thornton und ist ebenfalls Besitzer einer Baumwollspinnerei.